# Jan (Gamrekeli)
Jan, imię świeckie Guram Gamrekeli (ur. 28 października 1946 w Tbilisi) – gruziński duchowny prawosławny, od 2011 metropolita Rustawi.

## Życiorys
19 sierpnia 1987 otrzymał święcenia diakonatu, a 24 kwietnia 1988 prezbiteratu. 14 września 2008 przyjął chirotonię biskupią. 28 sierpnia 2011 podniesiony został do godności metropolity.